# Sloan Wilson
Sloan Wilson (* 8. Mai 1920 in Norwalk, Connecticut; † 25. Mai 2003 in Colonial Beach, Virginia) war ein amerikanischer Schriftsteller. Bekannt wurde er vor allem durch seinen 1955 erschienenen Roman Der Mann im grauen Flanell, dessen Titel im amerikanischen Sprachgebrauch zu einem Schlagwort wurde.

## Leben
Wilsons Vater war Professor an der New York University, sein Großvater Absolvent der United States Naval Academy. Wilson lernte bereits in seiner Jugend segeln. Mit 18 Jahren charterte er einen Schoner und segelte von Massachusetts nach Havanna. 1941 heiratete er die Bostoner Debütantin Elise Pickhardt. Nach seinem Abschluss der Harvard University 1942 leistete Wilson drei Jahre lang seinen Militärdienst in der United States Coast Guard Reserve, wo er den Rang eines Lieutenants erreichte. Er befehligte einen Trawler in der Greenland Patrol in Grönland, eine Erfahrung, die in seinen Roman Ice Brothers (1979) einfloss. Später war er Kapitän eines Versorgungsschiffs im Pazifikkrieg, den er in Voyage To Somewhere (1949) und Pacific Interlude (1982) verarbeitete.
Bereits während des Zweiten Weltkriegs begann Wilson zu schreiben, anfänglich vor allem Gedichte, von denen eines im New Yorker veröffentlicht wurde. Der Übergang ins Zivilleben fiel ihm schwer. Er arbeitete als Reporter beim Providence Journal in Rhode Island. Sein Debütroman Voyage to Somewhere erhielt keine Resonanz. Wilson fand eine gut bezahlte Anstellung als Assistent für Roy Larsen, den Geschäftsführer von Time-Life, die ihn allerdings nicht befriedigte. Von 1949 bis 1952 arbeitete er für die National Citizens Commission for Public Schools, anschließend bis 1955 als Assistenzprofessor an der University at Buffalo. Er schrieb für die Zeitschrift Parents und die New York Herald Tribune, ehe er 1958 freier Schriftsteller wurde.
Der 1955 erschienene Roman The Man in the Gray Flannel Suit wurde ein unmittelbarer Erfolg. Die Geschichte traf den Nerv der Zeit, der Titel wurde zu einem Schlagwort für die Generation der Männer nach dem Zweiten Weltkrieg, die ihre Individualität und ihr Familienleben ihrem Arbeitsplatz opferten. Kritiker hoben bei diesem wie bei späteren Werken Wilsons häufig den Kampf mit Anpassung und Konformität als zentrales Thema hervor. Wilson verwies hingegen auf seine autobiografischen Erfahrungen, die stellvertretend für viele Menschen mit ähnlichen Lebensläufen stünden. Die erste Ausgabe wurde über 2 Millionen Mal verkauft. 1956 entstand eine gleichnamige Verfilmung mit Gregory Peck und Jennifer Jones. Sloan Wilson verdiente über 1 Million Dollar mit dem Roman, verlor das Geld allerdings in den folgenden Jahren wieder.
Der Nachfolger A Summer Place (1958) wurde ebenfalls ein Bestseller und mit den Nachwuchsschauspielern Sandra Dee and Troy Donahue als Die Sommerinsel verfilmt. Im Jahr 1961, nach der Publikation von A Sense of Values, zerbrach Wilsons erste Ehe. An der New York University, wo er Englisch lehrte, lernte er seine zweite Frau Betty Stephens kennen, eine seiner Studentinnen. Sie heirateten 1962 in Dublin. Die Scheidung und Wiederheirat bildeten den autobiografischen Hintergrund der Fortsetzung The Man in the Gray Flannel Suit II, der im Jahr 1984 erschien, den Erfolg seines Vorgängers jedoch nicht wiederholen konnte. Der Roman endet in einer glücklichen Scheidung, einem seltenen Motiv in der amerikanischen Literatur, in dem sich Wilsons Vorliebe für Happy Ends zeigt, die er für typisch für Amerika hält.
Auch mit keinem seiner weiteren Werke konnte Wilson, der sein Leben lang mit Alkoholismus kämpfte, an den Erfolg des Mannes im grauen Flanell anschließen. Die Autobiografie What Shall We Wear to This Party? The Man in the Gray Flannel Suit 20 Years Before and After erhielt noch einmal positive Kritiken. 1980 war Wilson Distinguished Writer in Residence am Rollins College in Florida. In späten Jahren verdiente er sein Geld durch Auftragsbiografien und Yacht-Historien. Erst die Wiederveröffentlichung von The Man in the Gray Flannel Suit 2002 mit einem Vorwort von Jonathan Franzen brachte Wilson wieder die Aufmerksamkeit der zeitgenössischen Leser ein.
Wilson und seine zweite Frau lebten einige Jahre lang auf einem Boot in Florida und den Bahamas. 1999 ließen sich in Colonial Beach, Virginia, nieder, wo Wilson, obwohl an der Alzheimer-Krankheit leidend, bis ins hohe Alter schrieb und an seinem 80. Geburtstag noch die Erzählung Brooklyn Girl über seine Frau begann. Zwei seiner vier Kinder haben ebenfalls Bücher geschrieben: Tochter Lisa veröffentlichte ein Sachbuch über Lernschwächen, der Sohn David Sloan Wilson ist Evolutionsbiologe.

## Werke
- Voyage to Somewhere (1947)
- The Man in the Gray Flannel Suit (1955)
  - Der Mann im grauen Anzug. Übersetzt von Arno Schmidt. Krüger, Hamburg 1956.
  - Der Mann im grauen Flanell. Übersetzt von Eike Schönfeld. DuMont, Köln, 2013, ISBN 978-3-8321-9678-3.
- A Summer Place (1958)
  - Die Sommer-Insel. Übersetzt von Paola Calvino. Krüger, Hamburg 1959.
- A Sense of Values (1961)
  - Am Tisch des Lebens. Übersetzt von Werner Peterich. Krüger, Hamburg 1962.
- Georgie Winthrop (1963)
  - Georgie Winthrop. Übersetzt von Günther Huster. Krüger, Hamburg 1964.
- Janus Island (1967)
- Away from It All (1969)
- All the Best People (1971)
  - Wie ein wilder Traum. Übersetzt von Helmut Degner. Scherz, Bern 1971.
  - auch als: Die Spitzen der Gesellschaft. Rowohlt, Reinbek bei Hamburg 1986, ISBN 3-499-15788-8.
- What Shall We Wear to This Party? The Man in the Gray Flannel Suit, Twenty Years Before & After (1976)
- Small Town (1978)
- Ice Brothers (1979)
  - Die Männer der „Arluk“. Übersetzt von Hardo Wichmann. Scherz, Bern 1982, ISBN 3-502-10855-2.
- Greatest Crime (1980)
- Pacific Interlude (1982)
- The Man in the Gray Flannel Suit II (1984)

## Verfilmungen
- Der Mann im grauen Flanell (1956)
- Die Sommerinsel (1959)